# 33502 Janetwaldeck
33502 Janetwaldeck este o planetă minoră (asteroid), cu un diametru de 2,441 km, din centura de asteroizi. A fost descoperită pe 15 aprilie 1999 la Experimental Test Site⁠(d) de Lincoln Near-Earth Asteroid Research. 
Obiectul prezintă o orbită caracterizată de o semiaxă mare de 2,427522 UAi, o excentricitate de 0,15, o înclinație de 3,24488 ° în raport cu ecliptica.